# White Light/White Heat
《White Light/White Heat》는 미국의 록 밴드 벨벳 언더그라운드의 두 번째 스튜디오 음반으로, 버브 레코드가 1968년에 발매했다. 이 음반은 밴드가 베이시스트이자 창립 멤버인 존 케일과 함께 녹음한 마지막 스튜디오 음반였다.

## 배경
벨벳 언더그라운드의 첫 번째 음반 《The Velvet Underground & Nico》(1967년)의 실망스러운 판매 이후, 앤디 워홀과의 관계는 악화되었다. 그들은 1967년 대부분 동안 순회공연을 했다. 라이브 공연의 상당수는 《White Light/White Heat》의 핵심 요소가 된 시끄러운 즉흥 연주를 특징으로 한다. 밴드는 워홀을 해고하고, 니코와 헤어지고, 톰 윌슨이 프로듀서로 인정받은 두 번째 음반을 녹음했다.

## 녹음
음반은 이틀 만에 녹음되었고, 《The Velvet Underground & Nico》와는 확연히 다른 스타일로 녹음되었다. 발매 후 수십 년 만에 존 케일은 《White Light/White Heat》를 "매우 놀라운 음반"이라고 평했다. 첫 번째 것은 약간의 우아함과 아름다움을 가지고 있었다. 두 번째는 의식적으로 반미(反美)였다. 스털링 모리슨은 "우리는 모두 같은 방향으로 가고 있었습니다. 우리는 서로를 절벽에서 끌어냈을 수도 있지만, 우리는 모두 같은 방향으로 가고 있었습니다."

## 반응
| 전문가 평가                   | 전문가 평가 |
| 평가 점수                     | 평가 점수   |
| 출처                          | 점수        |
| ----------------------------- | ----------- |
| AllMusic                      | [ 5 ]       |
| Chicago Tribune               | [ 6 ]       |
| Encyclopedia of Popular Music | [ 7 ]       |
| The Guardian                  | [ 8 ]       |
| Pitchfork                     | 10/10       |
| Record Collector              | [ 10 ]      |
| Rolling Stone                 | [ 11 ]      |
| The Rolling Stone Album Guide | [ 12 ]      |
| Spin Alternative Record Guide | 9/10        |
| Uncut                         | 10/10       |

그룹의 다른 발매와 마찬가지로, 이 음반의 사회적 전환적 서정적 주제와 아방가르드적 악기는 당시 대중음악 감성에 도전하며 조용한 반응을 만들어냈다. 이 음반은 빌보드 200에 잠시 등장해 199위로 정점을 찍었다. 회고전 리뷰는 《롤링 스톤》의 역사상 가장 위대한 음반 500장의 목록에 293위에 오르면서 훨씬 더 긍정적이었다.

## 곡 목록
모든 곡들은 특별한 언급이 없는 한 루 리드에 의해 작사/작곡하였다.
| #  | 제목                        | 작사·작곡                               | 재생 시간 |
| -- | --------------------------- | --------------------------------------- | --------- |
| 1. | 〈White Light/White Heat〉  |                                         | 2:47      |
| 2. | 〈The Gift〉                | 리드, 스털링 모리슨, 존 케일, 모린 터커 | 8:18      |
| 3. | 〈Lady Godiva's Operation〉 |                                         | 4:56      |
| 4. | 〈Here She Comes Now〉      | 리드, 모리슨, 케일                      | 2:04      |

| #  | 제목                         | 작사·작곡                | 재생 시간 |
| -- | ---------------------------- | ------------------------ | --------- |
| 1. | 〈I Heard Her Call My Name〉 |                          | 4:38      |
| 2. | 〈Sister Ray〉               | 리드, 모리슨, 케일, 터커 | 17:28     |

## 인증
| 국가                               | 인증 | 판매량/출하량 |
| ---------------------------------- | ---- | ------------- |
| 영국 (BPI)                         | 실버 | 60,000        |
| 판매량+스트리밍을 기반으로 한 인증 |      |               |